# Strongylognathus alboini
Strongylognathus alboini är en myrart som beskrevs av Bruno Finzi 1924. Strongylognathus alboini ingår i släktet Strongylognathus och familjen myror. IUCN kategoriserar arten globalt som sårbar. Inga underarter finns listade i Catalogue of Life.